# Joaquim Carlos Salgado
Joaquim Carlos Salgado (Nepomuceno, Minas Gerais, 8 de fevereiro de 1939) é um filósofo brasileiro do Direito e do Estado, reconhecido por seu trabalho na divulgação do Idealismo alemão no Brasil.

## Trajetória acadêmica
Graduado em Direito pela Faculdade de Direito da UFMG em 1962, estudou também Filosofia, tendo cursado Bacharelado e Licenciatura em Filosofia na Faculdade de Filosofia e Ciências Humanas da Universidade Federal de Minas Gerais, Fafich, em 1973, e se especializado também em Filosofia na Rheinische Friedrich-Wilhelms-Universität Bonn, na Alemanha, em 1976, com bolsa do Deutscher Akademischer Austauschdienst.
De volta ao Brasil, concebe seu projeto de pesquisa Justiça: Teoria e Realidade e ingressa em 1978 na Faculdade de Direito da UFMG, como professor auxiliar de Introdução ao Estudo do Direito.
Em 5 de dezembro de 1983 defende, sob a orientação de Edgar Godoy da Mata Machado, a tese de doutorado A idéia de justiça em Kant; seu fundamento na liberdade e na igualdade, após o que se torna professor adjunto na UFMG.
Em 1986 é eleito Vice-Diretor da Faculdade de Direito, exercendo seu mandato até 1990.
Em 1991 submete-se a concurso de cátedra, em substituição a Mata Machado, defendendo a tese A idéia de justiça em Hegel, e toma posse como professor titular.
Entre 1994 e 1998 chefia o Departamento de Direito do Trabalho e Introdução ao Estudo do Direito e concebe a expansão das áreas de Teoria Geral do Direito e de Filosofia do Direito na Universidade Federal de Minas Gerais, ampliando as disciplinas no plano da Graduação, criando o Mestrado em Filosofia do Direito e garantindo novas vagas docentes no Departamento.
Em 2001 atua como professor visitante na Eberhard Karls Universität Tübingen, onde ministra curso sobre o Idealismo Alemão.
Em 2002 assume a Coordenação do Programa de Pós-Graduação em Direito da UFMG e, em meio a uma crise, concebe uma ampla reforma da pós-graduação da Faculdade de Direito, que extinguiu as antigas áreas de concentração, estruturou linhas de pesquisa e rearticulou a grade curricular na direção de disciplinas tópicas com conexão direta com as linhas e projetos de pesquisa. Paralelamente, democratizou-se a distribuição de vagas entre os orientadores, de modo que a todos fossem atribuídas vagas de orientandos, a cada certame de ingresso de novos discentes. As reformas concebidas por Salgado garantiram a excelência nacional do Programa, renovada pela CAPES nos triênios 2004-2006 e 2007-2009.
Entre 2004 e 2009 coordena a linha de pesquisa em Direito, Razão e História, de inspiração nitidamente hegeliana.
Em 2006 elege-se Diretor da Faculdade de Direito, exercendo seu mandato entre 2007 e 2011. Obtém uma segunda vaga de professor titular para a área de Teoria Geral e Filosofia do Direito, que viria a ser ocupada desde 2008 por sua ex-orientanda Maria Helena Damasceno e Silva Megale.
Em 2009 aposenta-se compulsoriamente da função de professor, deixando a área de Teoria Geral e Filosofia do Direito com mais de uma dezena de docentes, mas permanecendo à frente da Direção da Faculdade e do Grupo de Pesquisa dos Seminários Hegelianos, fundado em 2005.

## Trajetória intelectual
Joaquim Carlos Salgado estudou com Henrique Cláudio de Lima Vaz, sacerdote jesuíta mineiro, e é considerado um de seus mais inspirados discípulos. A partir da obra e do magistério do Padre Vaz, Salgado inovou substancialmente os estudos jusfilosóficos no Brasil, introduzindo de modo gradual, na Faculdade de Direito da UFMG, estudos kantianos e hegelianos.
Em uma primeira fase, de fundamentação do grupo de jusfilósofos mineiros, centrou suas atividades de orientação em Kant e no vasto temário da Hermenêutica; em uma segunda fase, de desenvolvimento da Escola Jusfilosófica Mineira, gradualmente caminhou para orientar trabalhos de matriz hegelianista e agregou o temário da História e da Filosofia do Estado.
A fase de fundamentação tem como marco a obra A idéia de justiça em Kant, publicada pela Editora UFMG, de Belo Horizonte (primeira edição, 1986; segunda edição, 1995), em que Salgado estabeleceu o plano de sua Teoria da Justiça, centrada, no período da Metafísica do Objeto, no valor da igualdade, e agregando no período da Metafísica do Sujeito, cujo filósofo por excelência é Immanuel Kant, o valor da liberdade.
A fase de desenvolvimento da Escola tem como marcos três obras. De início, A idéia de justiça em Hegel, publicada pela Editora Loyola (1996), em que está alicerçada sua concepção de filosofia contemporânea como Metafísica Especulativa e se agrega o valor trabalho à Idéia de Justiça. Posteriormente, lança sua A idéia de justiça no mundo contemporâneo; fundamento e aplicação do Direito como maximum ético (pela Editora Del Rey, em 2006), na qual desenvolve aspectos de sua concepção de Estado poiético e do Direito como maximum ético, recuperando o legado do Direito Romano (e da Jurística Romana) e consolidando a vinculação de seu pensamento à corrente majoritária da jusfilosofia brasileira, o Culturalismo Jurídico de Miguel Reale, de quem fora colaborador no Instituto Brasileiro de Filosofia.
Uma das mais recentes obras de Salgado colhe os frutos de sua atividade de investigação sobre Justiça: Ideia de Justiça no Período Clássico ou a Metafísica do Objeto: A Igualdade, publicada, em 2018, pela Editora Del Rey.
Mais recentemente, em 2022, Salgado lançou Sacra Scientia: A Metafísica - Poder e Liberdade do Pensamento, pela Editora D'Plácido.
Em trinta anos de investigação e magistério, Salgado orientou mais de três dezenas de intelectuais, entre mestres e doutores, consolidando uma longeva colaboração com jusfilósofos da USP, especialmente Miguel Reale, Celso Lafer e Tércio Sampaio Ferraz Júnior, e contribuindo decisivamente para que a UFMG seja reconhecida como um dos mais importantes centros de investigação jusfilosófica do Brasil.